# Domžale
Domžale (historicamente Domseldorf; em alemão:  Domschale) é um município perto de Ljubljana, no leste da Alta Carniola, região da Eslovênia. A sede do município fica na localidade de mesmo nome.
A sua principal cidade é Domžale, que é cercada por um número de vilarejos e assentamentos, incluindo Dob, Dragomelj, Gorjuša, Groblje, Ihan, Jarše, Količevo, Preserje, Radomlje, Rodica, Vir.
Domžale é conehecida hoje pelos seus pequenos negócios, agricultura, e indústria leve (Količevo Fábrica de Papel, Tosama, Helios). O castelo Krumperk constitui uma atração turística da cidade.
Perto de Domžale se localiza o mais poderoso transmissor da Eslovênia, que opera em ondas médias, na frequência de 918 kHz e pode ser captado à noite ao longo de toda a Europa.

## Esportes
- NK Domžale

## História
Os rastros de habitações datados da era glacial no Babja jama em Gorjuša datam de algo próximo de 15.000 atrás. Há evidências arqueológicas de assentamentos pré-romanos (ilírios, celtas). A chegada romana data da data da estrada, que conectava Aquileia, Æmona (hoje Liubliana, e Celje). A área foi primeiramente mencionada no século XII a.C. e supõe-se que foi habitada um século antes.